# Emilio Santa Cruz Chordi
Emilio Santa Cruz Chordi (Múrcia, ?- Madrid, 1925) fou un polític espanyol d'ideologia republicana i maçó, diputat a les Corts Espanyoles durant la restauració borbònica.

## Biografia
Treballà com a corredor de comerç a Castelló de la Plana, on el 1892 intentà ser elegit diputat pel districte de Sogorb - Nules. Des del 1903 hi fou el cap del partit Unió Republicana de Nicolás Salmerón, amb el que fou elegit diputat pel districte de Castelló a les eleccions generals espanyoles de 1910 i 1914. El 1914 es va unir al Partit Republicà Radical d'Alejandro Lerroux, i dirigirà el diari El Clamor (1914-1919), cosa que l'enfrontà al cap republicà castellonenc Fernando Gasset Lacasaña, cosa que no li impedí ser escollit novament diputat a les eleccions de 1916 i de 1918. Membre de la francmaçoneria, fou iniciat a la Logia Verdad de Castelló amb el nom "Viriato 2º".